# Dreifachbrandschutz
Mit Dreifachbrandschutz bezeichnet man die Bereitstellung der Löschmittel Wasser, Pulver und Schaum im Einsatz der Feuerwehren.
Ein Dreifachbrandschutz wird vor allem im Erstangriff bei Gefahrgutunfällen zur Sicherstellung des Brandschutzes benötigt. Wenn klar ist, welche Löschmittel für die transportierten Stoffe am besten geeignet bzw. eher ungeeignet sind, kann der Dreifachbrandschutz unter Umständen (zumindest teilweise) ergänzt, ersetzt oder zurückgenommen werden.
Siehe auch: Gefahrgutunfall